# Skifteramme
En skifteramme er en ramme til ophængning af billeder, konstrueret så billedet let kan skiftes ud. I sin simpleste udgave består skifterammen af en glasplade og et bagstykke.